# Thézac (Lot-et-Garonne)
Thézac (okzitanisch: Tesac) ist eine französische Gemeinde mit 209 Einwohnern (Stand: 1. Januar 2022) im Département Lot-et-Garonne in der Region Nouvelle-Aquitaine (bis 2016: Aquitanien). Sie gehört zum Arrondissement Villeneuve-sur-Lot und zum Kanton Le Fumélois. Die Einwohner werden Thézacais genannt.

## Geografie
Die Gemeinde Thézac liegt an der Grenze zum Département Lot, 27 Kilometer östlich von Villeneuve-sur-Lot. Umgeben wird Thézac von den Nachbargemeinden Montayral im Norden, Mauroux im Nordosten und Osten, Masquières im Südosten, Tournon-d’Agenais im Süden sowie Bourlens im Westen.

## Bevölkerungsentwicklung
| Jahr                       | 1962 | 1968 | 1975 | 1982 | 1990 | 1999 | 2006 | 2013 | 2022 |
| -------------------------- | ---- | ---- | ---- | ---- | ---- | ---- | ---- | ---- | ---- |
| Einwohner                  | 180  | 157  | 142  | 159  | 138  | 162  | 110  | 122  | 209  |
| Quellen: Cassini und INSEE |      |      |      |      |      |      |      |      |      |

## Sehenswürdigkeiten
- Kirche Saint-Saturnin
- Schloss Le Trichot, seit 1996 Monument historique
- Herrenhaus La Gabertie, seit 1996 Monument historique

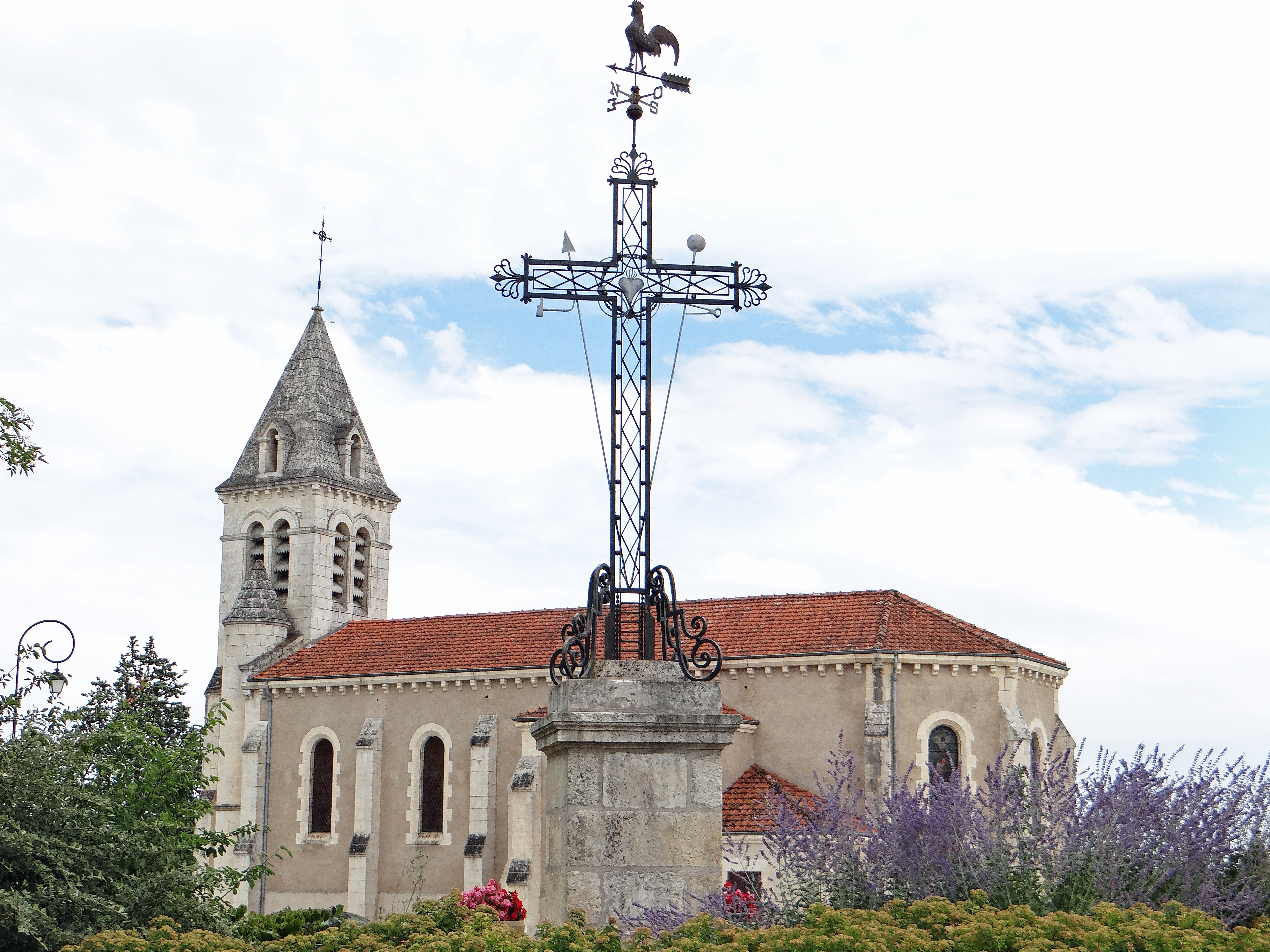
Kirche Saint-Saturnin
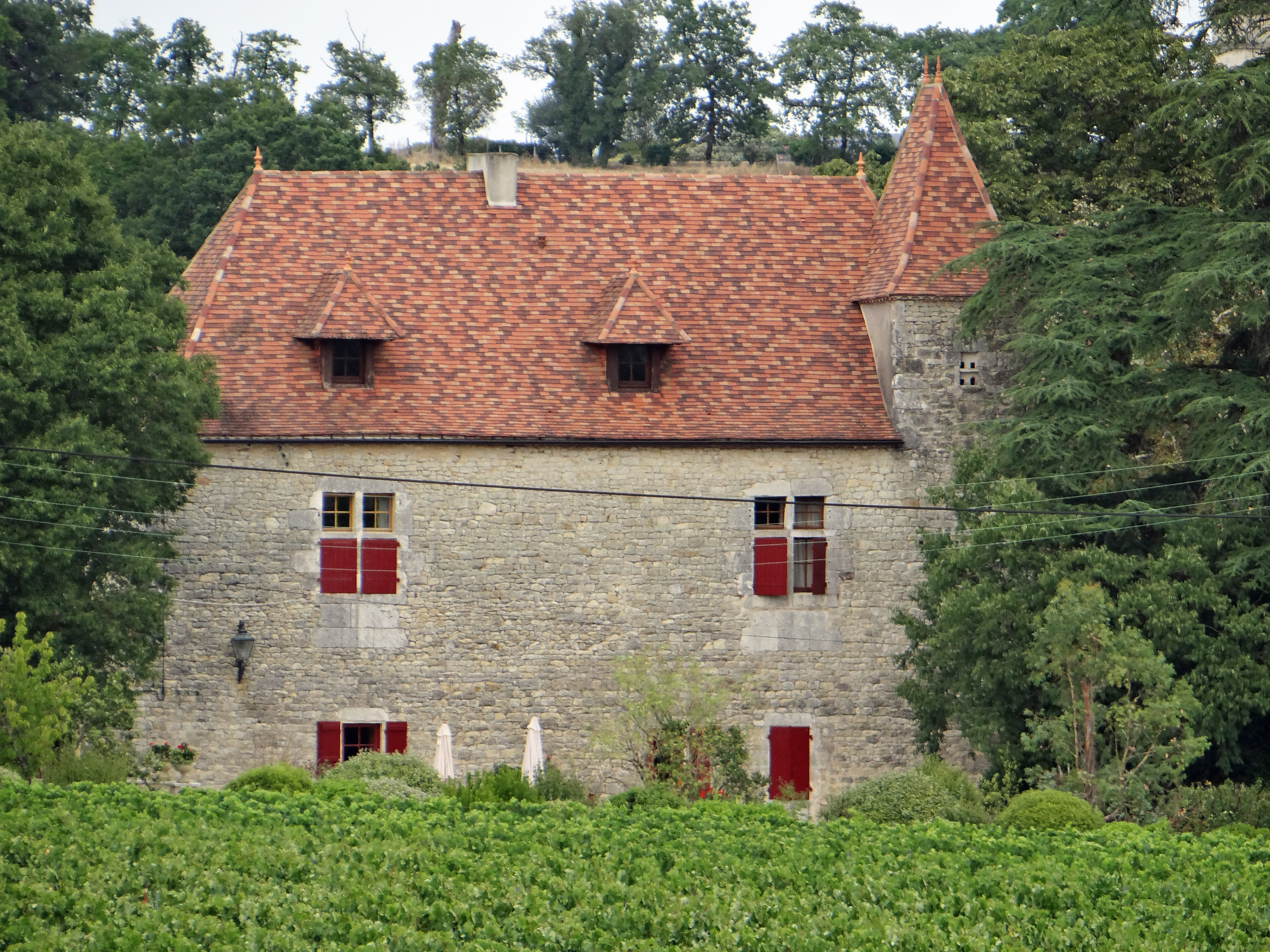
Schloss Le Trichot
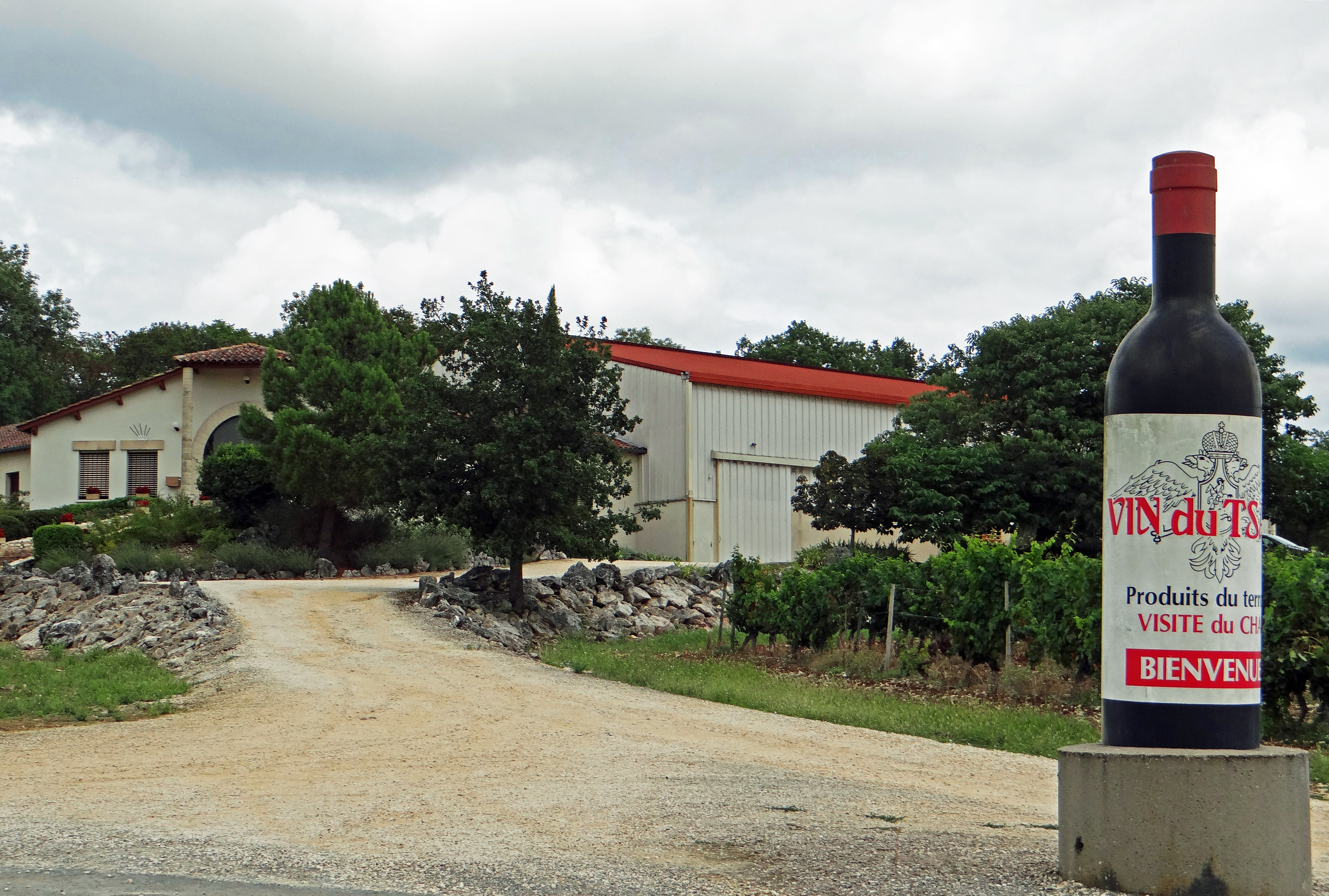
Weingut „Vin du Tsar“
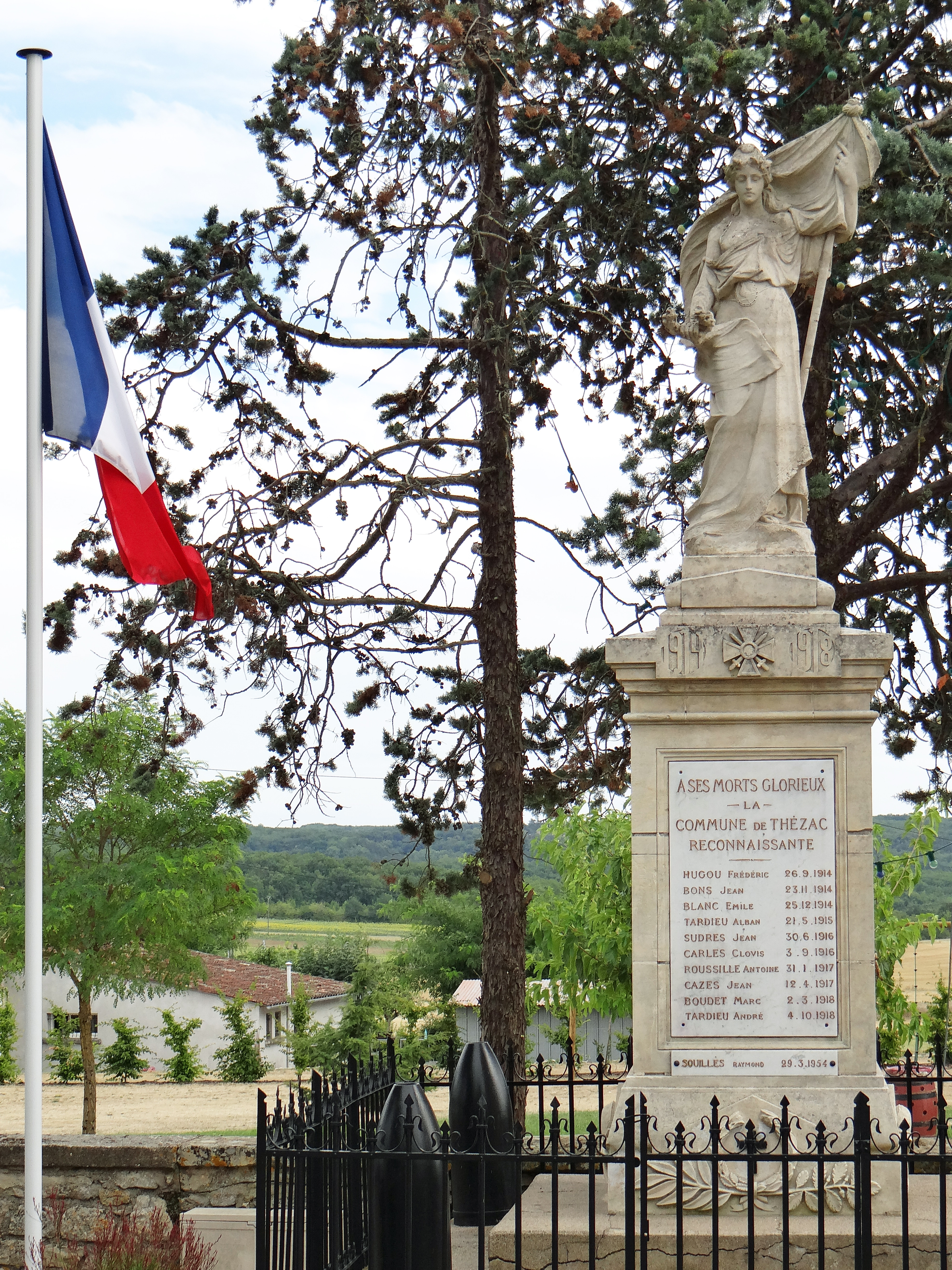
Gefallenendenkmal